# Grúzia a 2010. évi téli olimpiai játékokon

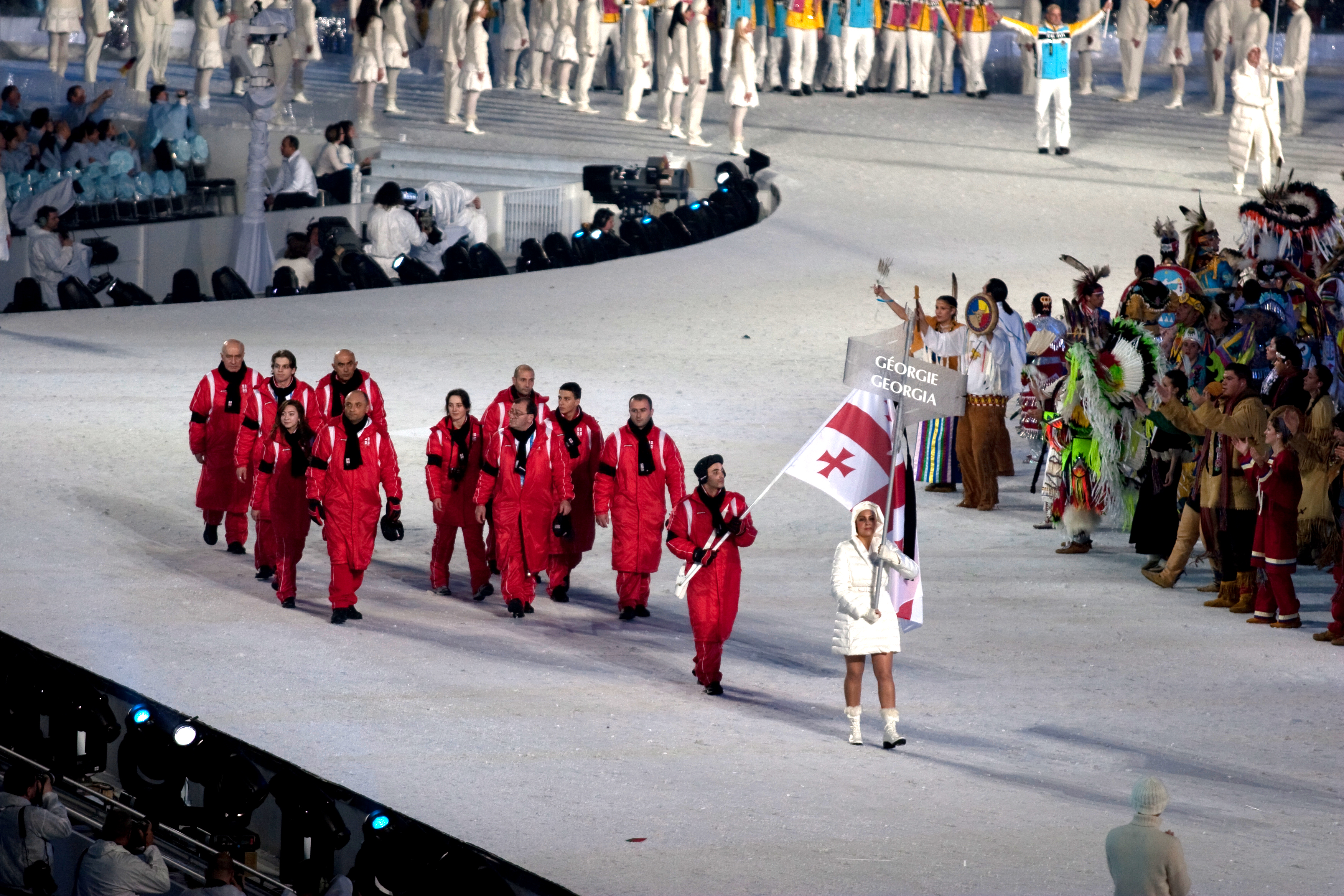
Grúzia küldöttsége fekete karszalaggal az olimpia megnyitóján

Grúzia a kanadai Vancouverben megrendezett 2010. évi téli olimpiai játékok egyik részt vevő nemzete volt. Az országot az olimpián 3 sportágban 8 sportoló képviselte, akik érmet nem szereztek.

## Tragédia a megnyitó előtt
Nodar Kumaritasvili végzetes balesetet szenvedett az olimpiát közvetlenül megelőző edzésen a Whistler Sliding Centre télisportközpontban található bobpályán. Az edzés során mintegy 150 kilométeres sebességnél elvesztette uralmát a szánkója fölött, majd kirepült a pályáról, és a pálya fémszerkezetének ütközött. A sportolót a helyszínen újraélesztették, és mentőhelikopterrel elszállították a közeli kórházba, ám az életét már nem tudták megmenteni ott sem.
A grúz olimpiai csapat ennek ellenére részt vett az olimpia nyitóünnepségén, ahol a csapat tagjai fekete sállal a nyakukban és fekete szalagos grúz zászló alatt vonultak fel. Az ünnepség során egyperces néma csenddel emlékeztek a sportolóra. A másik grúz szánkós nem vett részt a versenyen.

## Alpesisí
Férfi
| Versenyző          | Versenyszám      | 1. futam      | 1. futam      | 2. futam | 2. futam | Összesítés | Összesítés |
| Versenyző          | Versenyszám      | Idő           | Hely.         | Idő      | Hely.    | Idő        | Helyezés   |
| ------------------ | ---------------- | ------------- | ------------- | -------- | -------- | ---------- | ---------- |
| Iaszon Abramasvili | Műlesiklás       | 51,89         | 34.           | kizárták | kizárták | kiesett    | kiesett    |
| Iaszon Abramasvili | Óriás-műlesiklás | 1:21,85       | 47.           | 1:25,38  | 46.      | 2:47,23    | 46.        |
| Dzsaba Gelasvili   | Műlesiklás       | nem ért célba | nem ért célba | kiesett  | kiesett  | kiesett    | kiesett    |
| Dzsaba Gelasvili   | Óriás-műlesiklás | 1:23,61       | 52.           | 1:26,71  | 51.      | 2:50,32    | 50.        |

Női
| Versenyző     | Versenyszám      | 1. futam      | 1. futam      | 2. futam | 2. futam | Összesítés | Összesítés |
| Versenyző     | Versenyszám      | Idő           | Hely.         | Idő      | Hely.    | Idő        | Helyezés   |
| ------------- | ---------------- | ------------- | ------------- | -------- | -------- | ---------- | ---------- |
| Nino Ciklauri | Műlesiklás       | 59,77         | 59.           | 1:02,55  | 52.      | 2:02,32    | 50.        |
| Nino Ciklauri | Óriás-műlesiklás | nem ért célba | nem ért célba | kiesett  | kiesett  | kiesett    | kiesett    |

## Műkorcsolya
| Versenyző           | Versenyszám | Rövid program | Rövid program | Kűr   | Kűr   | Összesítés | Összesítés |
| Versenyző           | Versenyszám | Pont          | Hely.         | Pont  | Hely. | Pont       | Helyezés   |
| ------------------- | ----------- | ------------- | ------------- | ----- | ----- | ---------- | ---------- |
| Elene Gedevanisvili | Női egyéni  | 61,92         | 9.            | 93,32 | 17.   | 155,24     | 14.        |

| Versenyző                     | Versenyszám | Kötelező tánc | Kötelező tánc | Eredeti (original) tánc | Eredeti (original) tánc | Kűr   | Kűr   | Összesítés | Összesítés |
| Versenyző                     | Versenyszám | Pont          | Hely.         | Pont                    | Hely.                   | Pont  | Hely. | Pont       | Helyezés   |
| ----------------------------- | ----------- | ------------- | ------------- | ----------------------- | ----------------------- | ----- | ----- | ---------- | ---------- |
| Allison Reed Otar Dzsaparidze | Jégtánc     | 26,65         | 20.           | 42,22                   | 21.                     | 63,45 | 22.   | 132,32     | 22.        |

## Szánkó
| Versenyző           | Versenyszám | 1. futam                                 | 1. futam                                 | 2. futam                                 | 2. futam                                 | 3. futam                                 | 3. futam                                 | 4. futam                                 | 4. futam                                 | Összesítés                               | Összesítés                               |
| Versenyző           | Versenyszám | Idő                                      | Hely.                                    | Idő                                      | Hely.                                    | Idő                                      | Hely.                                    | Idő                                      | Hely.                                    | Idő                                      | Helyezés                                 |
| ------------------- | ----------- | ---------------------------------------- | ---------------------------------------- | ---------------------------------------- | ---------------------------------------- | ---------------------------------------- | ---------------------------------------- | ---------------------------------------- | ---------------------------------------- | ---------------------------------------- | ---------------------------------------- |
| Levan Guresidze     | Férfi egyes | visszalépett                             | visszalépett                             | visszalépett                             | visszalépett                             | visszalépett                             | visszalépett                             | visszalépett                             | visszalépett                             | visszalépett                             | visszalépett                             |
| Nodar Kumaritasvili | Férfi egyes | baleset következtében elhunyt az edzésen | baleset következtében elhunyt az edzésen | baleset következtében elhunyt az edzésen | baleset következtében elhunyt az edzésen | baleset következtében elhunyt az edzésen | baleset következtében elhunyt az edzésen | baleset következtében elhunyt az edzésen | baleset következtében elhunyt az edzésen | baleset következtében elhunyt az edzésen | baleset következtében elhunyt az edzésen |